# Lista de pilotos certificados pelo Aéro-Club de France em 1911
O Aéro-Club de France (Ae.C.F.) emitiu os primeiros certificados de pilote-aviateur na primeira semana de janeiro de 1910, mas seguindo a sugestão de Georges Besançon, secretário do Ae.C.F., os primeiros oito, foram concedidos com data retroativa de 7 de janeiro de 1909, para os pioneiros da aviação que demonstraram amplamente suas habilidades, e portanto, não precisaram se submeter a nenhum teste para receber o certificado.
Depois desses, mais alguns pioneiros foram lembrados, e outros certificados foram emitidos com data retroativa de 1909. De 1910 em diante, a partir da data de 6 de janeiro, a numeração seguiu uma sequência normal, com exceção de um, o de Henri Brégi, que em outubro de 1909, na Grande Semaine de Paris, ganhou boa parte dos prêmios, e realizou um voo magnífico para a época, de 33 minutos.
Por esses feitos, foi concedido a ele o certificado Nº 26, também com data retroativa de 21 de dezembro de 1909, oficializando-o como um dos pioneiros da aviação, totalizando assim 19 "certificados dos pioneiros" com datas de 1909.
Os certificados do Ae.C.F. são reconhecidos internacionalmente pela autoridade da Fédération Aéronautique Internationale.

## Lista
Legenda
- Indivíduo morreu em acidente aéreo.
- Indivíduo morreu em ação militar.

| No. | Nome                                             | Data                    | País de origem | Comentário |
| --- | ------------------------------------------------ | ----------------------- | -------------- | --- |
| 345 | Neri, Giuseppe                                   | 04 de janeiro de 1911   | Itália         | |
| 346 | Pelloux, Maurice                                 | 04 de janeiro de 1911   | França         | |
| 347 | Tarron, Edmond                                   | 04 de janeiro de 1911   | França         | Morreu num acidente 18 abril 1911 em Villacoublay/Versailles (França).                                                              |
| 348 | Gouin, Marie Emile Raphael                       | 04 de janeiro de 1911   | França         | |
| 349 | Pouleriguen, François                            | 04 de janeiro de 1911   | França         | |
| 350 | Froussard, Ernest                                | 04 de janeiro de 1911   | França         | |
| 351 | Contard, Paul                                    | 04 de janeiro de 1911   | França         | |
| 352 | Cronier, André-Maurice-Henri                     | 03 de fevereiro de 1911 | França         | Morreu em 26 junho 1927. |
| 353 | Cei, Joseph                                      | 03 de fevereiro de 1911 | Itália         | Morreu num acidente 28 março 1911 em Puteaux.                                                                                       |
| 354 | Goys de Mezeyrac, Louis Marius de (General)      | 03 de fevereiro de 1911 | França         | |
| 355 | Bonzon, Maurice Théodore                         | 03 de fevereiro de 1911 | França         | Morreu em 17 Nov. 1911. |
| 356 | Raobet, Jean                                     | 03 de fevereiro de 1911 | França         | |
| 357 | Weston, Maximilian John                          | 03 de fevereiro de 1911 | Reino Unido    | |
| 358 | Hamel, Gustav                                    | 03 de fevereiro de 1911 | Reino Unido    | Recebeu o certificado britânico Nº 64; Morreu em 23 de maio de 1914 no Canal da Mancha.                                             |
| 359 | Demagneval, Gabriel                              | 03 de fevereiro de 1911 | França         | |
| 360 | Granseigne, Robert                               | 03 de fevereiro de 1911 | França         | |
| 361 | Osmont, Georges                                  | 03 de fevereiro de 1911 | França         | |
| 362 | Carles, Fred                                     | 03 de fevereiro de 1911 | França         | |
| 363 | Frantz, Joseph                                   | 03 de fevereiro de 1911 | França         | Morreu em 1979. |
| 364 | Levat, Marcel                                    | 03 de fevereiro de 1911 | França         | |
| 365 | Martin, Edouard                                  | 03 de fevereiro de 1911 | França         | Morreu em 27 fevereiro 1926. |
| 366 | Delagrange, Robert                               | 03 de fevereiro de 1911 | França         | |
| 367 | Houlette, André                                  | 03 de fevereiro de 1911 | França         | |
| 368 | Hanriot, René                                    | 03 de fevereiro de 1911 | França         | Pai de Marcel Hanriot, o Nº 95 de 1910; Morreu em 7 de novembro de 1925. Fundador da Aéroplanes Hanriot et Cie.                     |
| 369 | Fiorellino, Louis                                | 03 de fevereiro de 1911 | França         | Morreu em março 1952. |
| 370 | Grellet, Alexis                                  | 03 de fevereiro de 1911 | França         | |
| 371 | Contour, Ernest                                  | 03 de fevereiro de 1911 | França         | |
| 372 | Kergariou, Marquis Edgard de                     | 03 de fevereiro de 1911 | França         | |
| 373 | Bergonié, Charles                                | 03 de fevereiro de 1911 | França         | |
| 374 | Deroye, François                                 | 03 de fevereiro de 1911 | França         | Morreu num acidente 19 abril 1914 em Buc (França).                                                                                  |
| 375 | Reimbert, Ernest Jean Marie                      | 03 de fevereiro de 1911 | França         | Morreu em 29 dezembro 1956. |
| 376 | Debuissy, André                                  | 03 de fevereiro de 1911 | França         | |
| 377 | Reichert, Marie Henri Didier                     | 03 de fevereiro de 1911 | França         | |
| 378 | Frugier, Léon                                    | 03 de fevereiro de 1911 | França         | |
| 379 | Magnan, Léon                                     | 03 de fevereiro de 1911 | França         | |
| 380 | Denis, agostoe                                   | 03 de fevereiro de 1911 | França         | |
| 381 | Rivollier, Jean                                  | 03 de fevereiro de 1911 | França         | |
| 382 | Ors, Jean                                        | 03 de fevereiro de 1911 | França         | Morreu em fevereiro 1926. |
| 383 | Nissole, Prince Edouard Gaston Emile de          | 03 de fevereiro de 1911 | França         | |
| 384 | Chaussier, Pierre                                | 03 de fevereiro de 1911 | França         | |
| 385 | Chevillard, Maurice                              | 03 de fevereiro de 1911 | França         | |
| 386 | Lenfant, Louis                                   | 03 de fevereiro de 1911 | França         | |
| 387 | Palade, Antoine Firmin                           | 03 de fevereiro de 1911 | França         | |
| 388 | Gouguenheim, Pierre                              | 03 de fevereiro de 1911 | França         | |
| 389 | Benoist, Jean                                    | 03 de fevereiro de 1911 | França         | Morreu num acidente 25 agosto 1914.                                                                                                 |
| 390 | Verrier, Pierre                                  | 03 de fevereiro de 1911 | França         | |
| 391 | Gasnier Du Fresne, Pierre                        | 03 de fevereiro de 1911 | França         | |
| 392 | Gassier, Marcel                                  | 03 de fevereiro de 1911 | França         | Morreu em 1 janeiro 1934. |
| 393 | Collardeau, Georges                              | 03 de fevereiro de 1911 | França         | |
| 394 | Chaunac-Lanzac, H. de (Coronel)                  | 03 de fevereiro de 1911 | França         | |
| 395 | Boillot, Georges Louis                           | 03 de fevereiro de 1911 | França         | Morto em ação 20 maio 1916. |
| 396 | Fregeolière, Renaud de la                        | 03 de fevereiro de 1911 | França         | |
| 397 | Tixier, Henri Edmond                             | 03 de fevereiro de 1911 | França         | Morreu num acidente in 1918. |
| 398 | Goux, Jules                                      | 03 de fevereiro de 1911 | França         | |
| 399 | Grailly, Jacques de (Tenente)                    | 03 de março de 1911     | França         | Morreu num acidente 2 Sept. 1911 em Mont de Rigny/Nangis (França).                                                                  |
| 400 | Pommier, Marin                                   | 03 de março de 1911     | França         | |
| 401 | Chanovsky                                        | 03 de março de 1911     | França         | |
| 402 | Wyss, Paul                                       | 03 de março de 1911     | Switzerland    | |
| 403 | Boutmy, Etienne de                               | 03 de março de 1911     | França         | |
| 404 | Woodward, G.E.T.                                 | 03 de março de 1911     | Reino Unido    | |
| 405 | Meunier, Pierre                                  | 03 de março de 1911     | França         | |
| 406 | Carabelli, Charles-Louis                         | 03 de março de 1911     | França         | |
| 407 | Braun, Robert                                    | 03 de março de 1911     | França         | |
| 408 | Trétarre, Roger                                  | 03 de março de 1911     | França         | Morto em ação 4 Sept. 1914. |
| 409 | Schneider, Jacques                               | 03 de março de 1911     | França         | |
| 410 | Francezon, Ernest                                | 03 de março de 1911     | França         | |
| 411 | Foye, Fernand                                    | 03 de março de 1911     | França         | |
| 412 | Laparre de Saint-Sernin                          | 03 de março de 1911     | França         | |
| 413 | Malard, Armand                                   | 03 de março de 1911     | França         | |
| 414 | Legrand, Aristide                                | 03 de março de 1911     | França         | |
| 415 | Casse, Gilbert (Coronel)                         | 03 de março de 1911     | França         | |
| 416 | Poin, André                                      | 03 de março de 1911     | França         | |
| 417 | Lafargue, Max de                                 | 03 de março de 1911     | França         | |
| 418 | Fourny, Alexandre                                | 03 de março de 1911     | França         | Morreu em 28 Nov. 1957. |
| 419 | Landron, Pierre                                  | 03 de março de 1911     | França         | Morreu num acidente 18 junho 1911 em Epieds/Chateau-Thierry (França).                                                               |
| 420 | Mathieu, René                                    | 03 de março de 1911     | França         | |
| 421 | l'Houmeau, Frédéric                              | 03 de março de 1911     | França         | |
| 422 | Parent, Hippolyte                                | 03 de março de 1911     | França         | |
| 423 | Dubreuil, Gaston                                 | 03 de março de 1911     | França         | Morreu em 10 dezembro 1957. |
| 424 | Garnier, Gustave                                 | 03 de março de 1911     | França         | |
| 425 | Balancie, Henri                                  | 03 de março de 1911     | França         | |
| 426 | Chemine, Ernest                                  | 03 de março de 1911     | França         | Morreu em 9 fevereiro 1937. |
| 427 | Camine, Victor (Capitão)                         | 03 de março de 1911     | França         | Morreu num acidente 2 setembro 1911, Mont de Rigny/Nangis (França).                                                                 |
| 428 | Peralda, Joseph                                  | 03 de março de 1911     | França         | |
| 429 | Fileux, Albert                                   | 03 de março de 1911     | França         | |
| 430 | Olivier, Henri                                   | 03 de março de 1911     | França         | |
| 431 | Sadi Lecointe, Joseph                            | 03 de março de 1911     | França         | Morreu em junho 1944. |
| 432 | Castries, Jacques de                             | 03 de março de 1911     | França         | |
| 433 | Bon, Paul                                        | 03 de março de 1911     | França         | |
| 434 | Caudron, Gaston                                  | 03 de março de 1911     | França         | Morreu num acidente 10 dezembro 1915 em Lyon-Bron.                                                                                  |
| 435 | Derome, Alphonse Marie                           | 03 de março de 1911     | França         | |
| 436 | Brulé, Léon                                      | 03 de março de 1911     | França         | |
| 437 | Copin, Georges                                   | 03 de março de 1911     | França         | |
| 438 | Rey, Léon                                        | 03 de março de 1911     | França         | |
| 439 | Laigros, Spartacus                               | 03 de março de 1911     | França         | |
| 440 | Ovington, Earle Lewis                            | 03 de março de 1911     | Estados Unidos | Primeiro piloto do serviço postal aéreo dos Estados Unidos. Morreu em 1936.                                                         |
| 441 | Houpert, André                                   | 23 de março de 1911     | França         | |
| 442 | Cummings, Joseph                                 | 23 de março de 1911     | França         | |
| 443 | Boissonnas, Louis                                | 23 de março de 1911     | França         | |
| 444 | Guere, Henri                                     | 23 de março de 1911     | França         | |
| 445 | Guillemard, Théodore                             | 23 de março de 1911     | França         | |
| 446 | Gaborit de Montjou, Henri                        | 23 de março de 1911     | França         | |
| 447 | Contenet, Henri                                  | 23 de março de 1911     | França         | |
| 448 | Brindejonc des Moulinais, Marcel                 | 23 de março de 1911     | França         | Morto em ação 19 agosto 1916. |
| 449 | Gautheron, Louis                                 | 23 de março de 1911     | França         | |
| 450 | Berlot, Henri                                    | 23 de março de 1911     | França         | Morreu em 13 dezembro 1920 no Congo.                                                                                                |
| 451 | Desparmet, Jean                                  | 23 de março de 1911     | França         | Morreu num acidente 27 outubro 1911 em Reims.                                                                                       |
| 452 | Delacroix, Maurice                               | 07 de abril de 1911     | França         | |
| 453 | Revelli, Giovanni                                | 07 de abril de 1911     | Itália         | Morto em ação. |
| 454 | Mousnier, Yvon                                   | 07 de abril de 1911     | França         | |
| 455 | Castinger, Edouard                               | 07 de abril de 1911     | França         | |
| 456 | Divetain, Pierre                                 | 07 de abril de 1911     | França         | Morreu em 13 de outubro de 1926. |
| 457 | Ducourneau (Tenente)                             | 07 de abril de 1911     | França         | Morreu num acidente 23 fevereiro 1912 em Pau (França).                                                                              |
| 458 | Cayla, Pierre                                    | 07 de abril de 1911     | França         | |
| 459 | Thieulin, Joseph                                 | 07 de abril de 1911     | França         | |
| 460 | Blard, Désiré                                    | 07 de abril de 1911     | França         | |
| 461 | Deschamps de Bois, Herbert                       | 07 de abril de 1911     | França         | |
| 462 | Martinez, Nicolas                                | 07 de abril de 1911     | México         | Morto em ação. |
| 463 | Lajous, François de                              | 07 de abril de 1911     | França         | |
| 464 | Jacquemart, Georges                              | 07 de abril de 1911     | França         | |
| 465 | Clerc, Paul                                      | 23 de março de 1911     | França         | |
| 466 | Echeman, Paul                                    | 23 de março de 1911     | França         | Morreu em 14 maio 1912 em Étampes (França).                                                                                         |
| 467 | Pujo, Casimir                                    | 23 de março de 1911     | França         | |
| 468 | Lareinty-Tholozan, Jules de                      | 23 de março de 1911     | França         | |
| 469 | Grandjean, Etienne                               | 23 de março de 1911     | França         | |
| 470 | La Chapelle-Duval                                | 23 de março de 1911     | França         | |
| 471 | Pierce, Samuel                                   | 23 de março de 1911     | França         | |
| 472 | Alexandroff, Dimitri                             | 07 de abril de 1911     | França         | |
| 473 | Manissero, Romolo                                | 07 de abril de 1911     | França         | |
| 474 | Sourdeau, Alexandre                              | 29 de abril de 1911     | França         | |
| 475 | Prévost, Maurice                                 | 29 de abril de 1911     | França         | Morreu em novembro 1952. |
| 476 | Robinet, Jean                                    | 29 de abril de 1911     | França         | Morreu em num acidente aéreo nan Rússia.                                                                                            |
| 477 | Derome, Paul                                     | 29 de abril de 1911     | França         | Morreu num acidente 25 agosto 1915.                                                                                                 |
| 478 | Bonnier, Marc (Ajudante)                         | 29 de abril de 1911     | França         | Morto em ação em 1916 na frente russa.                                                                                              |
| 479 | Le Lasseur de Ranzay                             | 29 de abril de 1911     | França         | Morreu em 10 janeiro 1912. |
| 480 | Allard, Maurice                                  | 29 de abril de 1911     | França         | |
| 481 | Francq, Baron R. P. de                           | 29 de abril de 1911     | França         | Morto em ação 2 outubro 1917 |
| 482 | Gardey, Marcel                                   | 29 de abril de 1911     | França         | |
| 483 | Leonet, Victor                                   | 29 de abril de 1911     | França         | |
| 484 | Vimard, Eugène                                   | 29 de abril de 1911     | França         | |
| 485 | Touzet, Étienne                                  | 29 de abril de 1911     | França         | |
| 486 | Moller, Georges                                  | 29 de abril de 1911     | França         | |
| 487 | Guinard, Ulysse                                  | 29 de abril de 1911     | França         | Morreu em 22 maio 1959. |
| 488 | D'Halincourt, Louis                              | 29 de abril de 1911     | França         | |
| 489 | Hechtfischer, Louis                              | 29 de abril de 1911     | França         | |
| 490 | Mallet, Joseph                                   | 24 de maio de 1911      | França         | |
| 491 | Van Der Vaero, Max Jack Hubert (Tenente-Coronel) | 24 de maio de 1911      | França         | |
| 492 | Briey, François de                               | 24 de maio de 1911      | França         | |
| 493 | Giraud, Etienne                                  | 24 de maio de 1911      | França         | |
| 494 | Leprince, Paul                                   | 24 de maio de 1911      | França         | Morreu num acidente 1914. |
| 495 | Maron, Pierre                                    | 24 de maio de 1911      | França         | Morreu num acidente 2 setembro 1911 em Breches-les-Pierre/Chartres.                                                                 |
| 496 | Buschatter, Adalbert                             | 24 de maio de 1911      | França         | |
| 497 | Lieutard, Henri                                  | 24 de maio de 1911      | França         | |
| 498 | Noé, Arthur (Coronel)                            | 24 de maio de 1911      | França         | |
| 499 | Partiot, Gérard                                  | 24 de maio de 1911      | França         | |
| 500 | Vittoz-Gallet, Georges                           | 24 de maio de 1911      | França         | |
| 501 | Migaud, Gabriel                                  | 24 de maio de 1911      | França         | |
| 502 | Fonie, Jacques                                   | 24 de maio de 1911      | França         | |
| 503 | Kieffer, Charles                                 | 24 de maio de 1911      | França         | |
| 504 | Galliard, Jean                                   | 24 de maio de 1911      | França         | |
| 505 | Bernard, agostoe                                 | 24 de maio de 1911      | França         | Morreu em 6 junho 1913 French Buc (França).                                                                                         |
| 506 | Lemasson, Pierre                                 | 06 de junho de 1911     | França         | |
| 507 | Prévoteau, Georges                               | 06 de junho de 1911     | França         | |
| 508 | Battini, Gabriel                                 | 06 de junho de 1911     | França         | Morreu em em Tunis. |
| 509 | Montalent, Olivier de                            | 06 de junho de 1911     | França         | Morreu num acidente 24 agosto 1913 em Rouen (França).                                                                               |
| 510 | Bonamici, Lionello                               | 06 de junho de 1911     | França         | |
| 511 | Van Meel, Marinus                                | 06 de junho de 1911     | Países Baixos  | |
| 512 | Borsalino, Gabriello                             | 06 de junho de 1911     | França         | |
| 513 | Hubbard                                          | 06 de junho de 1911     | França         | |
| 514 | Ruby, Frédéric (General)                         | 15 de junho de 1911     | França         | |
| 515 | Chevallier, Joseph                               | 15 de junho de 1911     | França         | |
| 516 | Paillole, Édouard                                | 15 de junho de 1911     | França         | Morreu num acidente 14 julho 1911 em Mustapha/Algiers (Algeria).                                                                    |
| 517 | Rey, Philippe                                    | 15 de junho de 1911     | França         | Morreu em abril 1956. |
| 518 | Guillebaud, Charles                              | 15 de junho de 1911     | França         | |
| 519 | Chausse, Paul                                    | 15 de junho de 1911     | França         | Morreu num acidente 1916. |
| 520 | Daucourt, Pierre                                 | 15 de junho de 1911     | França         | |
| 521 | Gourlez, Alexandre                               | 15 de junho de 1911     | França         | |
| 522 | Lelievre, Eugène                                 | 15 de junho de 1911     | França         | |
| 523 | Challe, Maurice                                  | 15 de junho de 1911     | França         | Morto em ação 7 outubro 1916. |
| 524 | Morel, Paul                                      | 15 de junho de 1911     | França         | Morreu num acidente. |
| 525 | Driancourt, Madame Marie-Louise                  | 15 de junho de 1911     | França         | |
| 526 | Deloche, Robert                                  | 15 de junho de 1911     | França         | |
| 527 | Després, Emile                                   | 15 de junho de 1911     | França         | |
| 528 | Seguin, agostoin                                 | 15 de junho de 1911     | França         | |
| 529 | Corso, Emmanuel                                  | 15 de junho de 1911     | França         | |
| 530 | Joly, Charles (Tenente)                          | 15 de junho de 1911     | França         | Morreu num acidente 23 julho 1911 em Juvisy.                                                                                        |
| 531 | Gelmetti, Attilio                                | 01 de julho de 1911     | França         | |
| 532 | Espanet, Gabriel                                 | 01 de julho de 1911     | França         | |
| 533 | Issartier, Marcel                                | 01 de julho de 1911     | França         | Morreu num acidente 1914. |
| 534 | Lacombe, Pierre                                  | 01 de julho de 1911     | França         | Morto em ação. |
| 535 | Vandamme, Constant                               | 01 de julho de 1911     | França         | |
| 536 | Védrines, Emile                                  | 07 de julho de 1911     | França         | Morreu num acidente 1 abril 1914 em Reims (França).                                                                                 |
| 537 | Richet, Albert                                   | 07 de julho de 1911     | França         | Morto em ação 25 agosto 1918. |
| 538 | Verdier, Ludovic                                 | 28 de julho de 1911     | França         | |
| 539 | Rajewsky, Alexandre                              | 28 de julho de 1911     | Rússia         | Morreu em 9 Oct 1912 em St. Petersburg (Russia).                                                                                    |
| 540 | Hamilton (Comandante)                            | 28 de julho de 1911     | Suécia         | |
| 541 | Jitsel, Robert                                   | 28 de julho de 1911     | França         | |
| 542 | Perrigot, Jules                                  | 28 de julho de 1911     | França         | |
| 543 | Barrès, Joseph                                   | 28 de julho de 1911     | França         | |
| 544 | Moineau, René                                    | 28 de julho de 1911     | França         | |
| 545 | Rolland, Marcel (Coronel)                        | 28 de julho de 1911     | França         | |
| 546 | Bellemois, Georges                               | 28 de julho de 1911     | França         | |
| 547 | Chapelle, Jacques                                | 28 de julho de 1911     | França         | |
| 548 | Porte, John Cyril                                | 28 de julho de 1911     | Reino Unido    | Pioneiro em hidroaviões |
| 549 | Chanteloup, Pierre                               | 28 de julho de 1911     | França         | |
| 550 | Porcheron, Louis                                 | 28 de julho de 1911     | França         | |
| 551 | Chavagnac, Elie                                  | 28 de julho de 1911     | França         | |
| 552 | David de Lastour                                 | 28 de julho de 1911     | França         | |
| 553 | Janoir, Louis                                    | 28 de julho de 1911     | França         | |
| 554 | Carlin, Louis                                    | 28 de julho de 1911     | França         | |
| 555 | Garsonnin, Louis                                 | 28 de julho de 1911     | França         | |
| 556 | Olivier, Louis                                   | 28 de julho de 1911     | França         | Morto em ação; Morreu em Sept. 1913 em Melun (França).                                                                              |
| 557 | Chambenoit, Marcel                               | 28 de julho de 1911     | França         | Morreu num acidente 27 julho 1913 em Auterive (França).                                                                             |
| 558 | Avalos, Manuel                                   | 28 de julho de 1911     | França         | |
| 559 | Chavez, Edouard                                  | 28 de julho de 1911     | Brasil         | |
| 560 | Pourpre, Marc                                    | 28 de julho de 1911     | França         | Morto em ação 2 dezembro 1914. |
| 561 | Molina Lavin, Edouardo (General)                 | 28 de julho de 1911     | Chile          | |
| 562 | Debever, Marcel                                  | 28 de julho de 1911     | França         | Morreu num acidente 18 junho 1913 em Étampes.                                                                                       |
| 563 | Vergnieault, Octave                              | 28 de julho de 1911     | França         | |
| 564 | Rochette, Jacques (Coronel)                      | 28 de julho de 1911     | França         | |
| 565 | Monakoff, Boris                                  | 28 de julho de 1911     | Rússia         | |
| 566 | Della Noce, Gaston                               | 27 de julho de 1911     | França         | Morreu num acidente. |
| 567 | Koning, Siebrand                                 | 27 de julho de 1911     | Países Baixos  | |
| 568 | Santoni, Laurence                                | 27 de julho de 1911     | Itália         | |
| 569 | Dal Mistro, Achille                              | 27 de julho de 1911     | França         | Morreu em 25 maio 1917. |
| 570 | Dax, Ernest                                      | 22 de agosto de 1911    | França         | |
| 571 | Nigaud, André (Tenente)                          | 22 de agosto de 1911    | França         | |
| 572 | Michaud, Henri                                   | 22 de agosto de 1911    | França         | |
| 573 | Liger, Alfred                                    | 22 de agosto de 1911    | França         | |
| 574 | Gressier, Romain                                 | 22 de agosto de 1911    | França         | |
| 575 | Geyer d'Orth, Henri de                           | 22 de agosto de 1911    | França         | |
| 576 | Poumet, Maurice                                  | 22 de agosto de 1911    | França         | |
| 577 | Grigoraschwilly                                  | 22 de agosto de 1911    | França         | |
| 578 | Chapoule, Jules                                  | 22 de agosto de 1911    | França         | |
| 579 | Ville-d'Avray, Thierry de (Tenente)              | 22 de agosto de 1911    | França         | Morreu num acidente em 24 de setembro de 1912 (ou 19 de abril de 1912) em Verdun.                                                   |
| 580 | Sansever, Henri (Tenente)                        | 22 de agosto de 1911    | França         | Morreu num acidente 25 agosto 1913 em Villacoublay (França).                                                                        |
| 581 | Desille, Louis                                   | 22 de agosto de 1911    | França         | |
| 582 | Jacquin, Albert (Capitão)                        | 22 de agosto de 1911    | França         | Morreu num acidente 1917. |
| 583 | Godefroy, Louis                                  | 22 de agosto de 1911    | França         | Morreu num acidente. |
| 584 | Navarre, Amédée                                  | 22 de agosto de 1911    | França         | |
| 585 | Ventre, Ludovic                                  | 22 de agosto de 1911    | França         | Morreu em março 1958. |
| 586 | Helen, Emmanuel                                  | 22 de agosto de 1911    | França         | Morreu em 16 maio 1953. |
| 587 | Zorileanu, Mircea (Comandante)                   | 22 de agosto de 1911    | Roménia        | Morreu em 1920. |
| 588 | Baligant, Gaston                                 | 22 de agosto de 1911    | França         | |
| 589 | Whitehouse, William                              | 22 de agosto de 1911    | França         | |
| 590 | Landini, Jules                                   | 22 de agosto de 1911    | França         | |
| 591 | Stiploscheck                                     | 22 de agosto de 1911    | Bélgica        | |
| 592 | Marzac, Joseph                                   | 08 de setembro de 1911  | França         | Morreu em 28 dezembro 1933 em Casablanca (Morocco).                                                                                 |
| 593 | Leclerc, Paul                                    | 08 de setembro de 1911  | França         | |
| 594 | Coville, Frédéric                                | 08 de setembro de 1911  | França         | |
| 595 | Madon, Georges Félix                             | 08 de setembro de 1911  | França         | Morreu num acidente em 11 de novembro de 1923 em Tunis.                                                                             |
| 596 | Pontac, Armand de                                | 08 de setembro de 1911  | França         | |
| 597 | Varcin, Louis Adolphe                            | 08 de setembro de 1911  | França         | |
| 598 | Vandal, Paul                                     | 08 de setembro de 1911  | França         | |
| 599 | Silvestre, Jacques de                            | 08 de setembro de 1911  | França         | |
| 600 | Boucher, Florentin                               | 08 de setembro de 1911  | França         | |
| 601 | Picard, Fernand                                  | 08 de setembro de 1911  | França         | |
| 602 | Delacourt, Jules                                 | 08 de setembro de 1911  | França         | |
| 603 | Maurice, Lucien                                  | 08 de setembro de 1911  | França         | Desaparecido no mar. |
| 604 | Saint-Michel Rivet                               | 08 de setembro de 1911  | França         | |
| 605 | Cornier, Raymond                                 | 08 de setembro de 1911  | França         | |
| 606 | Vidal Soler, Emmanuel                            | 08 de setembro de 1911  | França         | Morto em ação. |
| 607 | Richer, Henri                                    | 06 de setembro de 1911  | França         | Morreu num acidente 1911. |
| 608 | Bedel, René                                      | 08 de setembro de 1911  | França         | Morreu num acidente 9 julho 1912 em Chalons/Mourmelon (França).                                                                     |
| 609 | Baudrin, Emile                                   | 08 de setembro de 1911  | França         | |
| 610 | Joachim, Henri                                   | 08 de setembro de 1911  | França         | |
| 611 | Cervantès, Frédéric                              | 08 de setembro de 1911  | França         | |
| 612 | Pierra, Emile                                    | 08 de setembro de 1911  | França         | |
| 613 | Galou, Sylvain                                   | 08 de setembro de 1911  | França         | |
| 614 | Argyropoulos, Emmanouil                          | 08 de setembro de 1911  | Grécia         | Morreu em 17 abril 1913 em Salonica.                                                                                                |
| 615 | Deneau, Lucien                                   | 08 de setembro de 1911  | França         | |
| 616 | Lantheaume, Charles                              | 08 de setembro de 1911  | França         | Morreu num acidente 13 dezembro 1911 em Melun (França).                                                                             |
| 617 | Caillaux, Abel                                   | 08 de setembro de 1911  | França         | |
| 618 | Lambert, André                                   | 08 de setembro de 1911  | França         | |
| 619 | Couffin, Lucien                                  | 08 de setembro de 1911  | França         | Morreu num acidente 1914. |
| 620 | Ponnier, Alfred                                  | 08 de setembro de 1911  | França         | Morreu em 11 abril 1931. |
| 621 | Junquet, Paul                                    | 08 de setembro de 1911  | França         | Morreu em 12 dezembro 1958. |
| 622 | Badet, Etienne                                   | 08 de setembro de 1911  | França         | |
| 623 | Prat, Émile                                      | 08 de setembro de 1911  | França         | |
| 624 | Escot de Bondy, Pierre (Tenente)                 | 08 de setembro de 1911  | França         | |
| 625 | Marlin, René                                     | 08 de setembro de 1911  | França         | Morto em ação 5 março 1915 em Selouze.                                                                                              |
| 626 | Gorchkoff, Georges                               | 25 de setembro de 1911  | França         | |
| 627 | Sakoff, Nicolas de                               | 25 de setembro de 1911  | França         | |
| 628 | Firstemberg, Boris                               | 25 de setembro de 1911  | França         | Morreu em 5 de outubro de 1935. |
| 629 | Galezowsky, Louis                                | 25 de setembro de 1911  | França         | |
| 630 | Bruncher, Jules (General)                        | 25 de setembro de 1911  | França         | |
| 631 | Chabert, Victor                                  | 25 de setembro de 1911  | França         | |
| 632 | Lemoine, Alfred                                  | 25 de setembro de 1911  | França         | Morreu em 30 de setembro de 1958.                                                                                                   |
| 633 | Blaignan, André                                  | 25 de setembro de 1911  | França         | |
| 634 | Mazier, Louis                                    | 25 de setembro de 1911  | França         | |
| 635 | Delaunay, Pierre-Marie                           | 25 de setembro de 1911  | França         | Morreu num acidente 1912. |
| 636 | Des Prets de La Morlais, Armand                  | 25 de setembro de 1911  | França         | |
| 637 | Massol, Edmond                                   | 25 de setembro de 1911  | França         | |
| 638 | Leroy, Julien                                    | 25 de setembro de 1911  | França         | Morreu em 1936. |
| 639 | Castellan, Edouard                               | 25 de setembro de 1911  | França         | |
| 640 | Porcheron, Joseph                                | 25 de setembro de 1911  | França         | |
| 641 | Depew, Henri                                     | 25 de setembro de 1911  | França         | |
| 642 | Lewis, James                                     | 25 de setembro de 1911  | França         | |
| 643 | Le Bleu, Paulin                                  | 25 de setembro de 1911  | França         | |
| 644 | Burel, Jean                                      | 25 de setembro de 1911  | França         | |
| 645 | Tierch, Michel                                   | 25 de setembro de 1911  | França         | |
| 646 | Ehrmann, Léonce (ou Herman, Léon)                | 25 de setembro de 1911  | França         | Morreu num acidente em 22 de junho de 1914 em Buc, França (de acordo com Moulin, J.) (ou em 18 de abril de 1914 em Bone (Argélia).) |
| 647 | Conard, Marius                                   | 25 de setembro de 1911  | França         | |
| 648 | Magnin, Lucien                                   | 10 de outubro de 1911   | França         | |
| 649 | Do Huu Vi, Tay                                   | 18 de outubro de 1911   | Vietname       | Morreu em 9 julho 1916, Dompierre, Somme (Infantry)                                                                                 |
| 650 | Bordage, Alfred Jean (Coronel)                   | 18 de outubro de 1911   | França         | |
| 651 | Guillaume, Camille                               | 18 de outubro de 1911   | França         | |
| 652 | Rijk, Béatrice de                                | 18 de outubro de 1911   | Países Baixos  | |
| 653 | Zorra, Louis                                     | 18 de outubro de 1911   | Itália         | Morreu em 31 dezembro 1938. |
| 654 | Corsini, Alfredo                                 | 18 de outubro de 1911   | Itália         | |
| 655 | Irat, Georges                                    | 18 de outubro de 1911   | França         | |
| 656 | Noël, Louis                                      | 18 de outubro de 1911   | França         | Morto em ação em 23 de setembro de 1914.                                                                                            |
| 657 | Contree, Henri                                   | 18 de outubro de 1911   | França         | |
| 658 | Raulet, Fernand                                  | 18 de outubro de 1911   | França         | |
| 659 | Roussel, Louis (Comandante)                      | 18 de outubro de 1911   | França         | Morreu em 15 janeiro 1928. |
| 660 | Poitevin, Raoul                                  | 18 de outubro de 1911   | França         | Morreu num acidente em 1917 em Miramas.                                                                                             |
| 661 | Senart, Jacques                                  | 18 de outubro de 1911   | França         | |
| 662 | Henneberg                                        | 23 de outubro de 1911   | França         | |
| 663 | Marmies, Raymond de                              | 10 de novembro de 1911  | França         | |
| 664 | Lussigny, Henri                                  | 10 de novembro de 1911  | França         | |
| 665 | François, André                                  | 10 de novembro de 1911  | França         | |
| 666 | Boerlage, Gerrit                                 | 10 de novembro de 1911  | França         | |
| 667 | Benoist, Georges                                 | 10 de novembro de 1911  | França         | |
| 668 | Reynaud, Antoine                                 | 10 de novembro de 1911  | França         | |
| 669 | Segonzac, René de                                | 10 de novembro de 1911  | França         | |
| 670 | Oliverès, Gaston-Fernand                         | 10 de novembro de 1911  | França         | Morreu num acidente em 15 de julho de 1912 em Bourg-en-Bresse (França).                                                             |
| 671 | Soyer, Henri                                     | 10 de novembro de 1911  | França         | |
| 672 | Caye, Maurice                                    | 10 de novembro de 1911  | França         | |
| 673 | Maneyrol, Alexis                                 | 10 de novembro de 1911  | França         | Morreu num acidente 13 Oct. 1923.                                                                                                   |
| 674 | Souleillan, agostoe (Tenente)                    | 10 de novembro de 1911  | França         | Morreu num acidente 22 Sept. 1913 em Oujda (Morocco).                                                                               |
| 675 | Zens, Paul                                       | 10 de novembro de 1911  | França         | |
| 676 | Greppo, Joseph                                   | 10 de novembro de 1911  | França         | |
| 677 | Tournier, Armand                                 | 10 de novembro de 1911  | França         | |
| 678 | Boncour, Henri (Tenente)                         | 10 de novembro de 1911  | França         | Morreu num acidente 13 abril 1912 em Lairmont, near Bar-le-Duc (França).                                                            |
| 679 | Serant, Léon                                     | 23 de novembro de 1911  | França         | |
| 680 | Mendia, Martin                                   | 23 de novembro de 1911  | França         | |
| 681 | Hanne, André                                     | 23 de novembro de 1911  | França         | Morto em ação. |
| 682 | Jailler, Lucien                                  | 23 de novembro de 1911  | França         | |
| 683 | Grassi Fonseca, Amilcare                         | 23 de novembro de 1911  | França         | Certificado italiano Nº 88. |
| 684 | Lanier, Pierre                                   | 09 de dezembro de 1911  | França         | |
| 685 | Vandein, Pierre                                  | 09 de dezembro de 1911  | França         | |
| 686 | Réals, Raoul de                                  | 09 de dezembro de 1911  | França         | Morreu num acidente em 5 de fevereiro de 1914 em Versailles (França).                                                               |
| 687 | Grazzioli, Abel                                  | 09 de dezembro de 1911  | França         | Morreu num acidente 1 abril 1915.                                                                                                   |
| 688 | Agababa, Nikita                                  | 09 de dezembro de 1911  | França         | |
| 689 | Metairie, agostoe                                | 09 de dezembro de 1911  | França         | |
| 690 | Denhaut, François                                | 09 de dezembro de 1911  | França         | Morreu em 12 abril 1952. |
| 691 | Lefebvre, Louis                                  | 09 de dezembro de 1911  | França         | |
| 692 | Pe Se Tsong                                      | 09 de dezembro de 1911  | França         | |
| 693 | Le Ray D'Abrantès, Andoche                       | 09 de dezembro de 1911  | França         | |
| 694 | Meurant, René                                    | 09 de dezembro de 1911  | França         | |
| 695 | Maïcon, agostoe                                  | 09 de dezembro de 1911  | França         | |
| 696 | Jeannerod, Henri                                 | 09 de dezembro de 1911  | França         | Morto em ação 27 setembro 1915. |
| 697 | Rougerie, Lucien                                 | 09 de dezembro de 1911  | França         | |
| 698 | Soularis, Moïse                                  | 09 de dezembro de 1911  | França         | |
| 699 | Melin, Eugène                                    | 09 de dezembro de 1911  | França         | |
| 700 | Latzel, Joseph                                   | 14 de dezembro de 1911  | França         | |
| 701 | Hahn, Willy                                      | 16 de dezembro de 1911  | França         | |
| 702 | Barbarou, Marius                                 | 21 de dezembro de 1911  | França         | Morreu em 8 dezembro 1956. |
| 703 | Jeansoulin, Laurent                              | 21 de dezembro de 1911  | França         | |
| 704 | Le Vassor, Jacques (Comandante)                  | 21 de dezembro de 1911  | França         | Morreu em agosto 1929. |
| 705 | Boerner, Edmond (Tenente)                        | 21 de dezembro de 1911  | França         | Morreu em 21 de janeiro de 1912 depois de um acidente sofrido em 19 de janeiro de 1912 em Senlis (França).                          |